# Forêt nationale de De Soto
Pour les articles homonymes, voir De Soto.
La forêt nationale de De Soto (en anglais : De Soto National Forest) est une forêt nationale américaine située dans le sud du Mississippi. Couvrant 2 155 km2, cette aire protégée créée en 1936 est gérée par le Service des forêts des États-Unis.

## Géographie
En 2022, la forêt nationale de De Soto couvre une superficie de 532 432 acres (2 155 km2). Elle s'étend sur 10 comtés du sud du Mississippi : Forrest, George, Greene, Harrison, Jackson, Jones, Pearl River, Perry, Stone et Wayne.
Le climat au sein de la forêt nationale de De Soto est un climat subtropical humide, comprenant des étés chauds, des hivers relativement doux et des précipitations toute l'année. L'automne est la saison la plus sèche (avec en moyenne 74 mm de précipitations en octobre), tandis que l'hiver est la saison la plus humide (avec plus de 120 mm de précipitations chaque mois de décembre à avril).

## Histoire
La région est historiquement habitée par les Chactas. Le territoire est cédé aux États-Unis en 1805 par le traité de Mount Dexter (en), permettant l'implantation de colons originaires de Géorgie et des Carolines et dont la principale activité économique est l'élevage. Après la Guerre de Sécession l'économie se tourne davantage vers l'exploitation forestière et l'extraction d'essence de térébenthine,.
Dans les années 1930, sous l'impulsion de Franklin Delano Roosevelt, l'État fédéral souhaite étendre les forêts nationales à l'Est des États-Unis. Dans un contexte de Grande Dépression, les terrains sont facilement achetés par l'État qui y envoie les Civilian Conservation Corps. La forêt nationale de De Soto est créée le 17 juin 1936, le même mois que d'autres forêts nationales du Mississippi : Bienville, Holly Springs et Homochitto. Le but de la forêt nationale de De Soto de replanter des arbres disparus au début du XXe siècle à cause de la déforestation et de prévenir et contrôler les incendies dans la région.

## Gestion
La forêt nationale de De Soto est gérée au siège des forêts nationales du Mississippi à Jackson, avec des locaux administratifs sur le territoire (ranger district office). La forêt nationale de De Soto est divisée en deux sections : Chickasawhay, au nord, et De Soto, au sud. Ces deux sections comptent chacune un ranger district office.

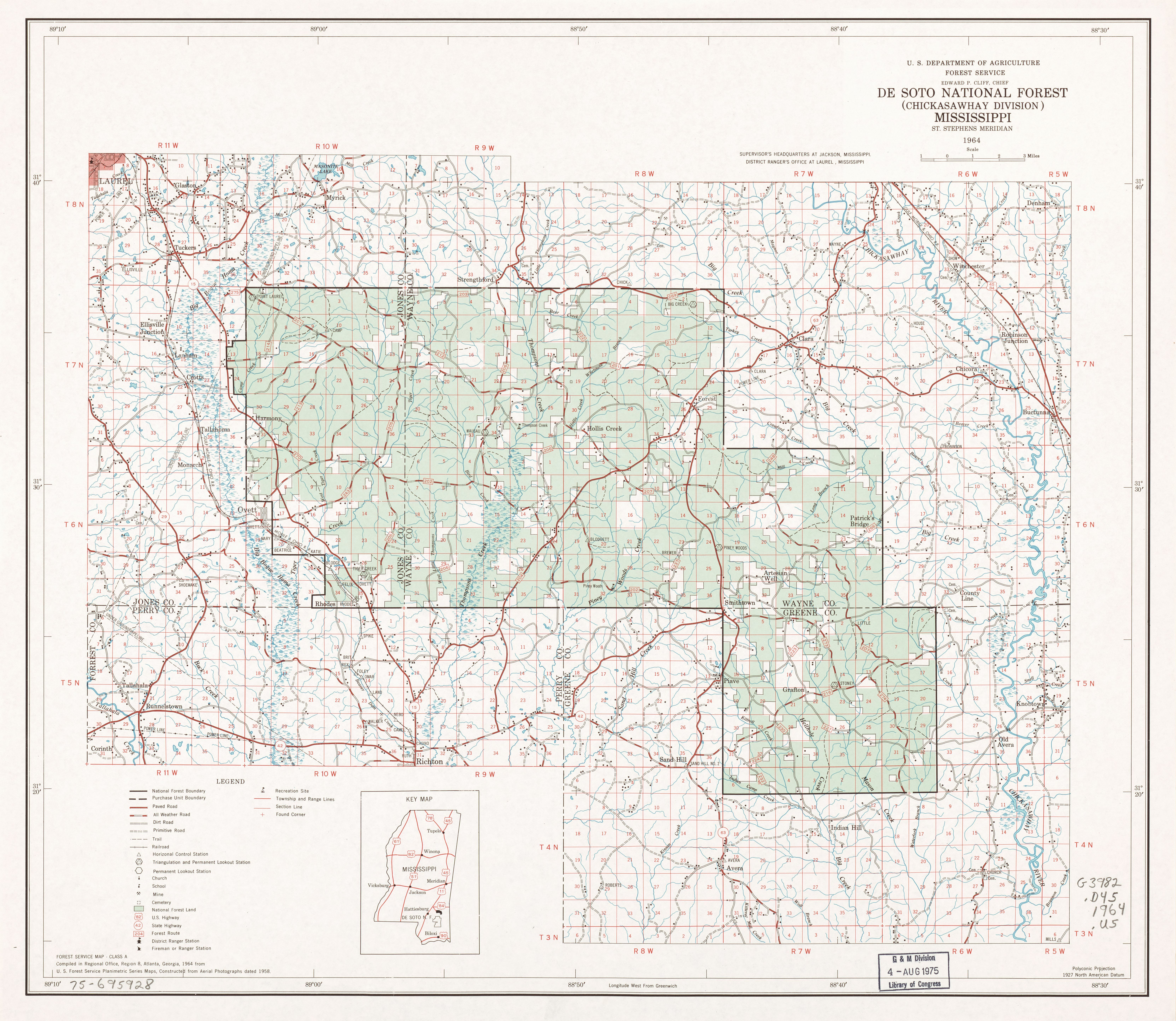
Section de Chickasawhay.
Section de De Soto.

## Faune et flore

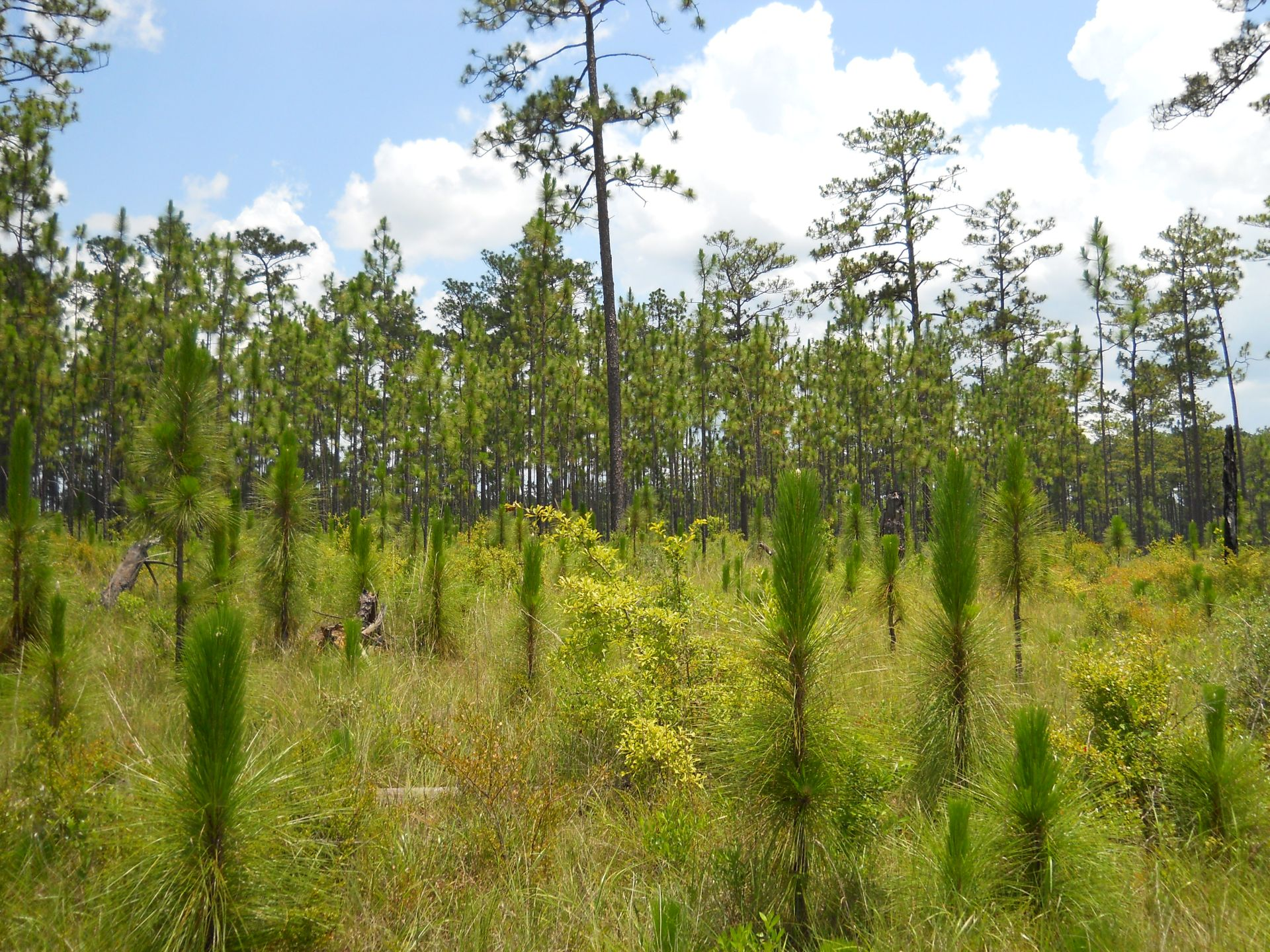
Des pins des marais dans la forêt nationale de De Soto.

La forêt nationale abrite environ 850 km2 de l'aire historique de répartition de la savane du pin des marais (Pinus palustris). En 2011, 70 % de cette superficie accueillait encore des pins des marais. Endémique du Sud des États-Unis, le pin des marais a connu une forte demande après la révolution industrielle, notamment pour la construction, et est désormais une espèce protégée. L'écosystème du pin des marais a besoin des feux de forêts pour perdurer. La forêt nationale de De Soto constitue ainsi l'un des derniers habitats naturels du Pic à face blanche (Picoides borealis) et de la Gophère polyphème (Gopherus polyphemus) — espèces pouvant s'adapter aux espaces incendiés — dans la région de la Côte du Golfe. Depuis les années 1980, le Service des forêts des États-Unis provoque des feux contrôlés pour préserver cet habitat,.